# Amurtrast
Amurtrast (Turdus pallidus) är en östasiatisk fågel i familjen trastar inom ordningen tättingar.

## Utseende och läten
Amurtrasten är en 23 centimeter lång fågel. I alla dräkter är benen skärbruna och näbben grå på övre näbbhalvan och gul under. Hanen är brun ovan med blågrått på huvud och strupe. Undersidan är blekbrun, mörkare på flankerna och vitaktig på buk och undre stjärttäckare. Vingpennorna är mörkgrå och undre vingtäckarna grå eller vita. Stjärten är även den mörkgrå, med vita spetsar på de yttre stjärtfjädrarna. Honan liknar hanen men är mattare i färgerna samt med brunare huvud och blekare strupe. Läten är hårda "tjack-tjack" och "see-ip", varningslätet ett bubblande.

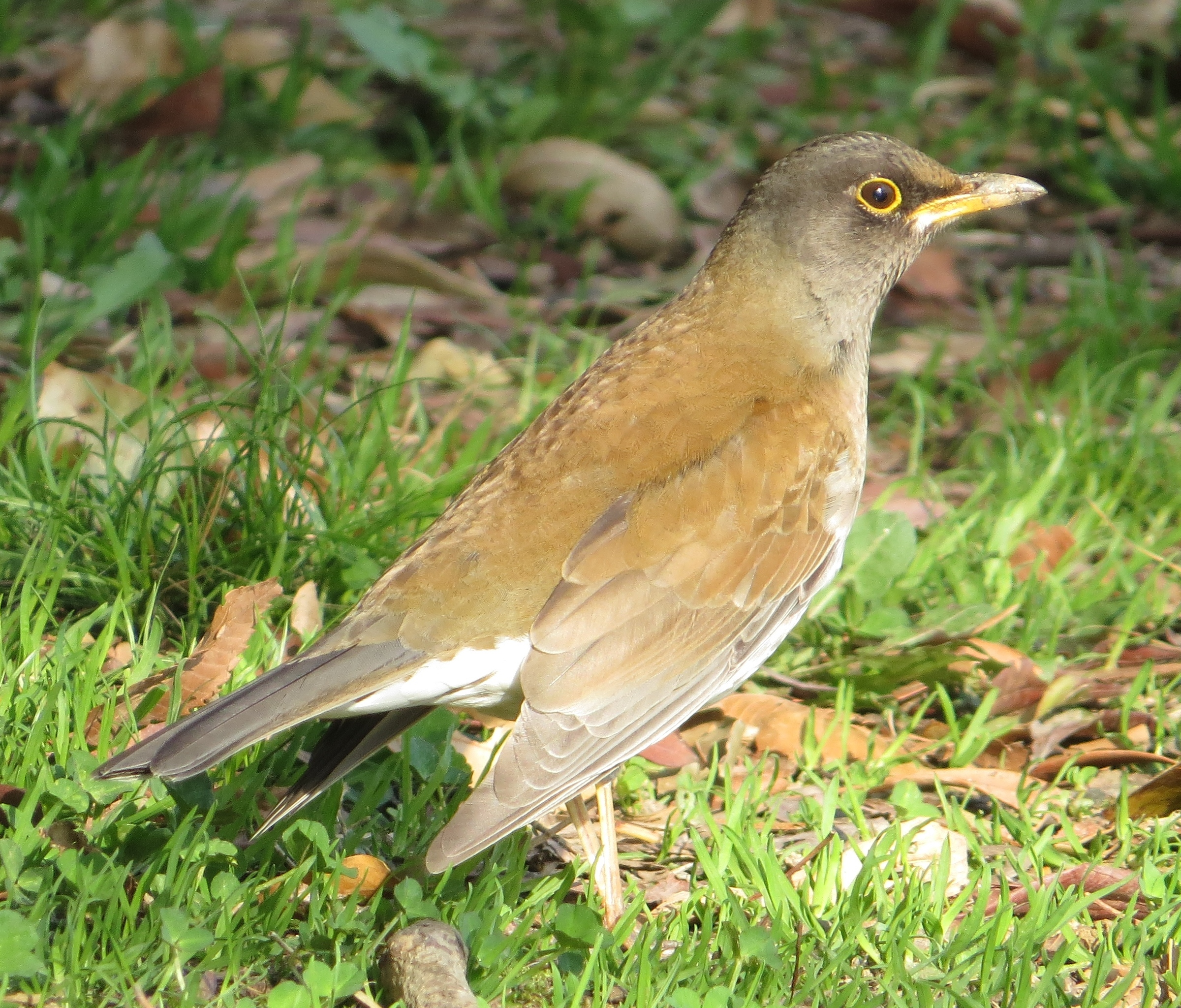

## Utbredning
Amurtrasten häckar i sydöstra Ryssland, nordöstra Kina (Heilongjiang, Jilin, Liaoning), Korea samt tidigare även i Japan på sydvästra Honshu. Vintertid flyttar den till södra Kina (söder om Yangtzefloden västerut till Guizhou och sydöstra Yunnan), Sydkorea, centrala och södra Japan samt Taiwan. Tillfälligt har den påträffats i Tyskland, men det anses vara osäkert om den nått landet på naturlig väg.

## Systematik
Amurtrasten är nära släkt med de östasiatiska trastarna gråhalsad trast (Turdus obscurus) och brunhuvad trast (Turdus chrysolaus)samt det stora artkomplexet kring ötrasten. Den behandlas som monotypisk, det vill säga att den inte delas in i några underarter.

## Levnadssätt
Amurtrasten bebor skogar, buskmarker, trädgårdar och parker. Fågeln lever av insekter och spindlar, men även frukt och frön. Den ses vanligen födosöka på marken i förnan. Häckning sker mellan maj och augusti, i Ryssland huvudsakligen maj-juni, i Kina maj-juli och i Korea juni-juli.
Amurtrasten är en skygg fågel som ofta håller sig dold. Under flyttningen kan den förekomma i stora grupper, framför allt där tillgången på bär är stor. 

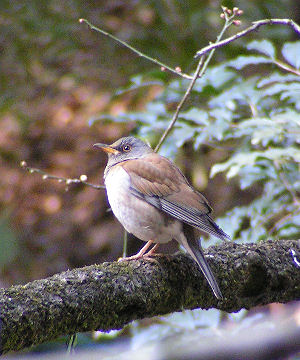

## Status och hot
Arten har ett stort utbredningsområde, men tros minska i antal, dock inte tillräckligt kraftigt för att den ska betraktas som hotad. Internationella naturvårdsunionen IUCN listar arten som livskraftig (LC).